# De Kronieken van Narnia: De zilveren stoel
De zilveren stoel is in chronologische volgorde het zesde deel van De Kronieken van Narnia van de schrijver C.S. Lewis. Het Engelse origineel, The Silver Chair, verscheen in 1953 als vierde in volgorde van publicatie. Het werd in 1957 in het Nederlands vertaald met een tweede druk in 1976 en hervertaald in 1991 met een tweede druk in 2001.

## Verhaal
Jill Pool en Eustaas Schreutel, die op een experimentele school zitten en daar veel worden gepest, komen onverwacht in het Land van Aslan, waar ze van de leeuw Aslan de opdracht krijgen de zoon van koning Caspian, prins Rilian te vinden door middel van vier duidelijke aanwijzingen. Rilian zit achter een halfmenselijke gifslang aan, de Vrouwe met het Groene Gewaad, om wraak te nemen voor de moord op zijn moeder. Een van de aanwijzingen is dat de eerste die de naam van Aslan aanroept de gezochte prins is. Aslan blaast de kinderen over de oostelijke oceaan naar Narnia. De kinderen krijgen hulp van de melancholieke en pessimistische Puddelglum, de moeraswiebel.
Ze moeten naar de Wilde Landen in het Noorden, want daar is waarschijnlijk de prins gebleven. Ondertussen raken ze van de ene ellendige situatie in de andere doordat ze Aslans aanwijzingen niet nakomen. Zo komen ze een vrouw (de Vrouwe met het Groene Gewaad) tegen, die hun vertelt over een kasteel met goede reuzen. Jill en Eustaas gaan hierdoor zo verlangen naar een warm bed en een goede maaltijd, dat ze niet meer denken aan Aslans aanwijzingen. Als ze eenmaal in het kasteel zijn, blijkt dat de reuzen helemaal niet goedaardig zijn en hen willen opeten. Als ze vluchten duiken ze een hol in, dat uiteindelijk kilometers onder de grond eindigt in een ondergrondse wereld, een wereld met een stad die wordt overheerst door de Vrouwe met het Groene Gewaad (ook bekend als de Koningin van Onderland), die ook de prins gevangen heeft in haar kasteel.
Ze heeft de prins onder een betovering gebracht, die slechts verbroken kan worden als iemand hem bevrijdt uit de zilveren stoel waarin hij wordt vastgebonden tijdens het ene uur dat hij elke nacht zijn verstand herwint. Gedurende de rest van de tijd meent de prins de geliefde van de Vrouwe met het Groene Gewaad te zijn, herinnert hij zich zijn ware naam niet, en denkt hij juist dat hij een uur lang zijn verstand kwijt raakt. Hij waarschuwt de kinderen dat ze hem, als hij straks op de stoel wordt vastgebonden, onder geen beding mogen bevrijden omdat hij hen anders, door razernij bevangen, zeker zal doden. De kinderen beloven dat. Tijdens het uur van helderheid smeekt hij hun om hem los te maken, maar de kinderen blijven standvastig totdat Rilian zich op Aslan beroept. Na grote aarzeling laat Puddelglum hem vrij en de betovering wordt verbroken.
Dan verschijnt de Vrouwe met het Groene Gewaad echter en zij probeert allen weer in haar macht te krijgen door ze met een magisch vuur te beheksen en te suggereren dat Aslan noch bovenwereld bestaan en slechts projecties zijn van wensbeelden. Ze laten zich bijna overtuigen totdat Puddelglum tot de conclusie komt dat hij liever trouw is aan een ideaal, ook al bestaat het niet, dan zich te beperken tot de wereld van de Koningin van Onderland. Bovendien trapt Puddelglum het vuur uit. In haar woede verandert ze zich in de slang die ooit Rilians moeder doodde. De prins doodt de slang.
Hierdoor komt het water van de haven van de stad omhoog en vluchten ze via een door de onderaardse bewoners gemaakte tunnel (in opdracht van de Vrouwe met het Groene Gewaad aangelegd om Narnia te overvallen) naar buiten. Die bewoners keren na hun bevrijding weer terug naar een nog diepere magmawereld (het land Bisme). Als prins Rilian terug is, wordt hij gezegend door zijn vader Caspian die daarna sterft. Jill en Eustaas moeten weer terug naar hun eigen wereld en gaan via het Land van Aslan, waar ze tot hun vreugde de overleden Caspian weer ontmoeten. Aslan leidt de kinderen terug naar Engeland, en zorgt er ook nog even voor dat de pestkoppen van hun school gestraft worden.

## Commentaar
De manier waarop de Vrouwe met het Groene Gewaad in De zilveren stoel te werk gaat, lijkt op de manier waarop volgens Lewis de duivel te werk gaat in de echte wereld. De eerste keer dat Jill, Eustaas en Puddelglum haar tegenkomen, zorgt ze ervoor dat de kinderen zich niet meer richten op de opdracht van Aslan, maar op hun verlangen naar een warm bed en een goede maaltijd. Dit lijkt op de manier waarop de duivel christenen wil afleiden van hun opdracht. Mensen moeten zich volgens Lewis richten op God en ze moeten zich niet te veel richten op aardse zaken, anders worden ze afgeleid en zien ze niet meer de wil van God. Jill houdt ook op met het opzeggen van de aanwijzingen waardoor ze niet meer goed oplet, net zoals christenen die niet meer de Bijbel lezen en bidden de wil van God uit het oog kunnen verliezen.
De manier waarop de Vrouwe met het Groene Gewaad de hoofdpersonen verderop in het boek ervan probeert te overtuigen dat de bovenwereld en Aslan niet bestaan, lijkt op de manier waarop de duivel volgens christenen mensen ervan probeert te overtuigen dat er geen God of hemel is.
Bijna aan het eind van het verhaal, als de reizigers in Narnia zijn gekomen met de prins, zegt een wijze dwerg tegen de prins: "De les die we uit dit alles kunnen leren, Koninklijke Hoogheid, is dat die heksen uit het Noorden altijd hetzelfde in de zin hebben, maar in elk tijdperk weer een ander plan bedenken om het te bereiken." Het lijkt erop dat Lewis dit ook betrok op de duivel: dat hij altijd hetzelfde doel heeft (mensen afhouden van God), maar dit in elke cultuur en in elke periode op een andere manier probeert te bereiken.

## Trivia
De reis door Onderland heeft veel parallellen met Naar het middelpunt der aarde van Jules Verne.